# Hemphillia pantherina
Hemphillia pantherina е вид сухоземно коремоного от семейство Arionidae.

## Разпространение
Видът е разпространен в Северна Америка.